# Rhyzobius lophanthae
Rhyzobius lophanthae é uma espécie de insetos coleópteros polífagos pertencente à família Coccinellidae.
A autoridade científica da espécie é Blaisdell, tendo sido descrita no ano de 1892.
Trata-se de uma espécie presente no território português.